# 卡拉佩莱卡尔维肖
卡拉佩莱卡尔维肖（義大利語：Carapelle Calvisio），是意大利阿奎拉省的一个市镇。总面积14.39平方公里，人口95人，人口密度6.6人/平方公里（2009年）。ISTAT代码为066024。